# 알레뢰드시

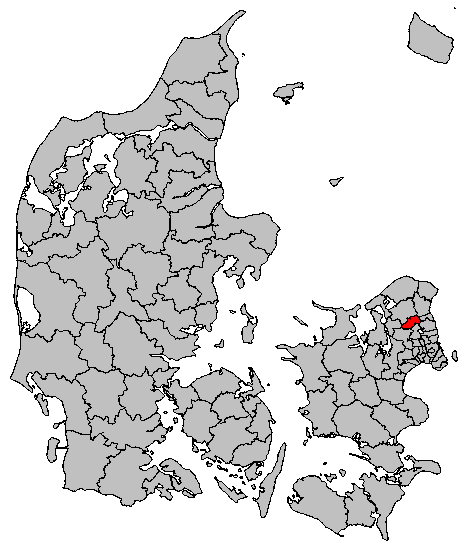
알레뢰드시의 위치

알레뢰드시(덴마크어: Allerød Kommune)는 덴마크 수도 지역에 위치한 지방 자치체로 행정 중심지는 릴레뢰드이며 면적은 67.44km2, 인구는 24,201명(2014년 4월 1일 기준), 인구 밀도는 360명/km2이다. 셸란섬 북동부에 위치한다.